# Kleingebiet Csenger
Das Kleingebiet Csenger (ungarisch Csengeri kistérség) war bis Ende 2012 eine ungarische Verwaltungseinheit (LAU 1) im Osten des Komitat Szabolcs-Szatmár-Bereg in der Nördlichen Großen Tiefebene und an der Grenze zu Rumänien. Bei der Verwaltungsreform Anfang 2013 wurden alle 11 Ortschaften in den nachfolgenden Kreis Csenger (ungarisch Csengeri járás) übernommen.
Ende 2012 lebten auf einer Fläche von 246,51 km² 13.839 Einwohner. Die Bevölkerungsdichte des bevölkerungsärmsten Kleingebiets betrug mit 56 Einwohnern/km² etwa die Hälfte des Komitatsdurchschnitts.
Der Verwaltungssitz befand sich in der einzigen Stadt Csenger (4.924 Ew.). Zwei Großgemeinden (ungarisch nagyközség) hatten über 2.000 Einwohner: Porcsalma und Tyukod.

## Ortschaften
| Csenger   | Csengersima    | Csengerújfalu | Komlódtótfalu    | Pátyod |
| Porcsalma | Szamosangyalos | Szamosbecs    | Szamostatárfalva | Tyukod |
| Ura       |                |               |                  |        |